# Expérience de la goutte de poix

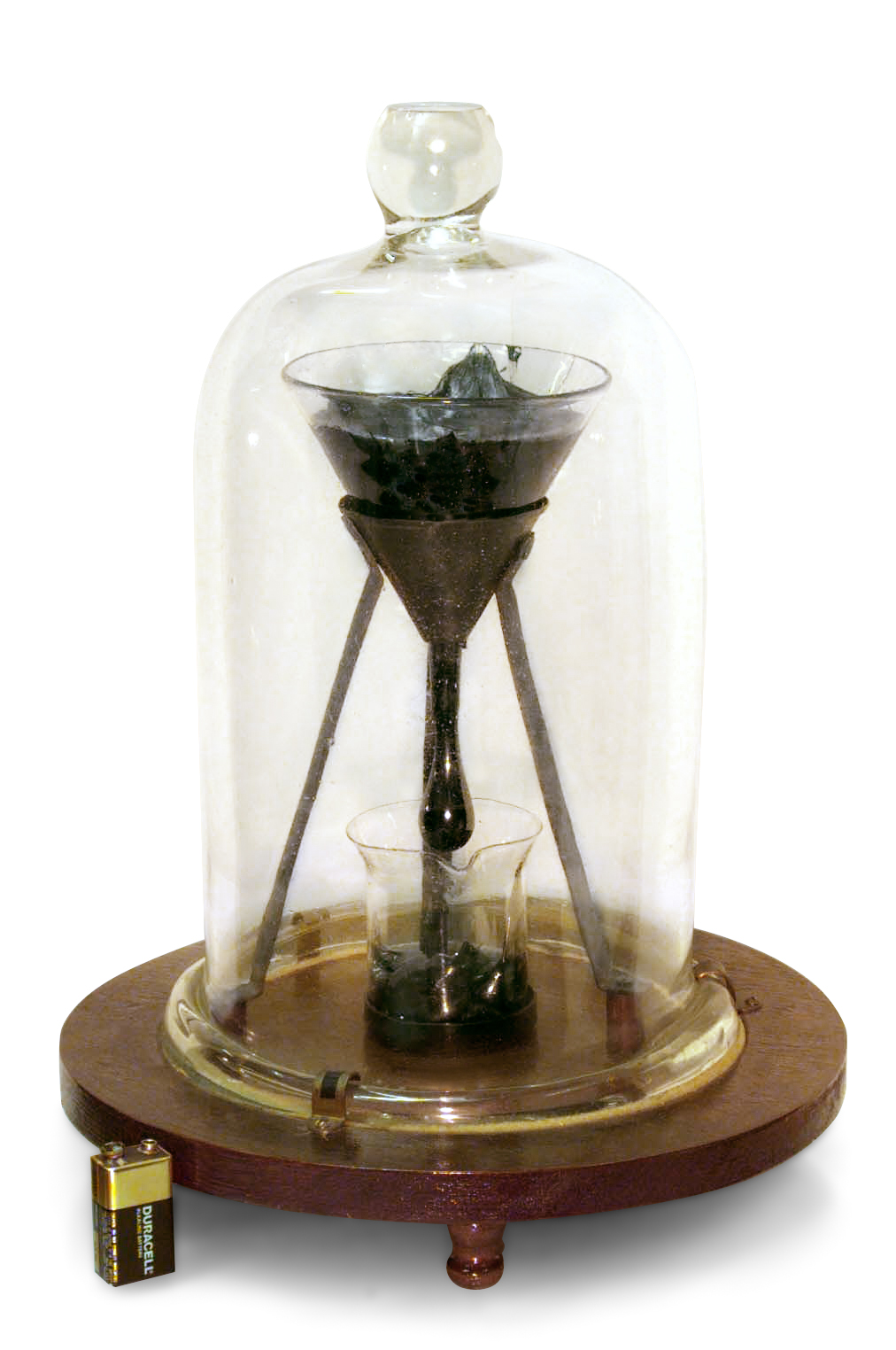
L'expérience de la goutte de poix à l'université du Queensland, démontrant la viscosité du bitume. Une pile 9 V indique la taille du dispositif.

L'expérience de la goutte de poix est une expérience scientifique de longue durée destinée à mesurer l'écoulement d'un fragment de poix sur de nombreuses années. Le nom de « poix » est donné à n'importe quel liquide très visqueux, qui semble solide, le plus souvent du bitume. Ainsi, le goudron forme un écoulement à température ambiante et forme une goutte, bien que très lentement.

## Expérience à l'université duQueensland
La version la plus réputée de l'expérience a été démarrée en 1927 par le professeur Thomas Parnell de l'université du Queensland de Brisbane, en Australie, afin de démontrer à ses étudiants que certaines substances d'apparence solide sont en réalité des fluides de très haute viscosité. Parnell fait couler un échantillon de poix chaude dans un entonnoir bouché et le laisse reposer trois ans. En 1930, le bouchon du cou de l'entonnoir est coupé, de façon que la poix puisse s'écouler. Une grosse goutte se forme alors, et tombe environ toutes les décennies. La huitième goutte est tombée le 28 novembre 2000, la neuvième le 23 avril 2014. Dans une publication de 1984, les expérimentateurs ont pu estimer la viscosité dynamique de la poix à environ 230 milliards de fois celle de l'eau (soit 2,3 × 108 Pa s).
Ainsi que le répertorie le Livre Guinness des records, il s'agit de la plus longue expérience en laboratoire fonctionnant en continu au monde. On estime qu'il reste suffisamment de poix dans l'entonnoir pour que l'expérience continue durant encore au moins un siècle. Deux autres expériences, elles aussi toujours en cours, sont plus anciennes que celle-ci : la Beverly Clock et l'Oxford Electric Bell, mais ont connu plusieurs courtes interruptions depuis 1937.
À l'origine, l'expérience n'a pas été réalisée sous des conditions atmosphériques spécifiques, et du fait des variations de température au fil des saisons, la valeur de la viscosité changeait. Cependant, quelque temps après la chute de la septième goutte en 1988, la climatisation a été installée dans la pièce où se déroule l'expérience ; à présent, la stabilité (apportée par la thermorégulation) a augmenté l'allongement de la goutte avant sa séparation du reste de la poix.

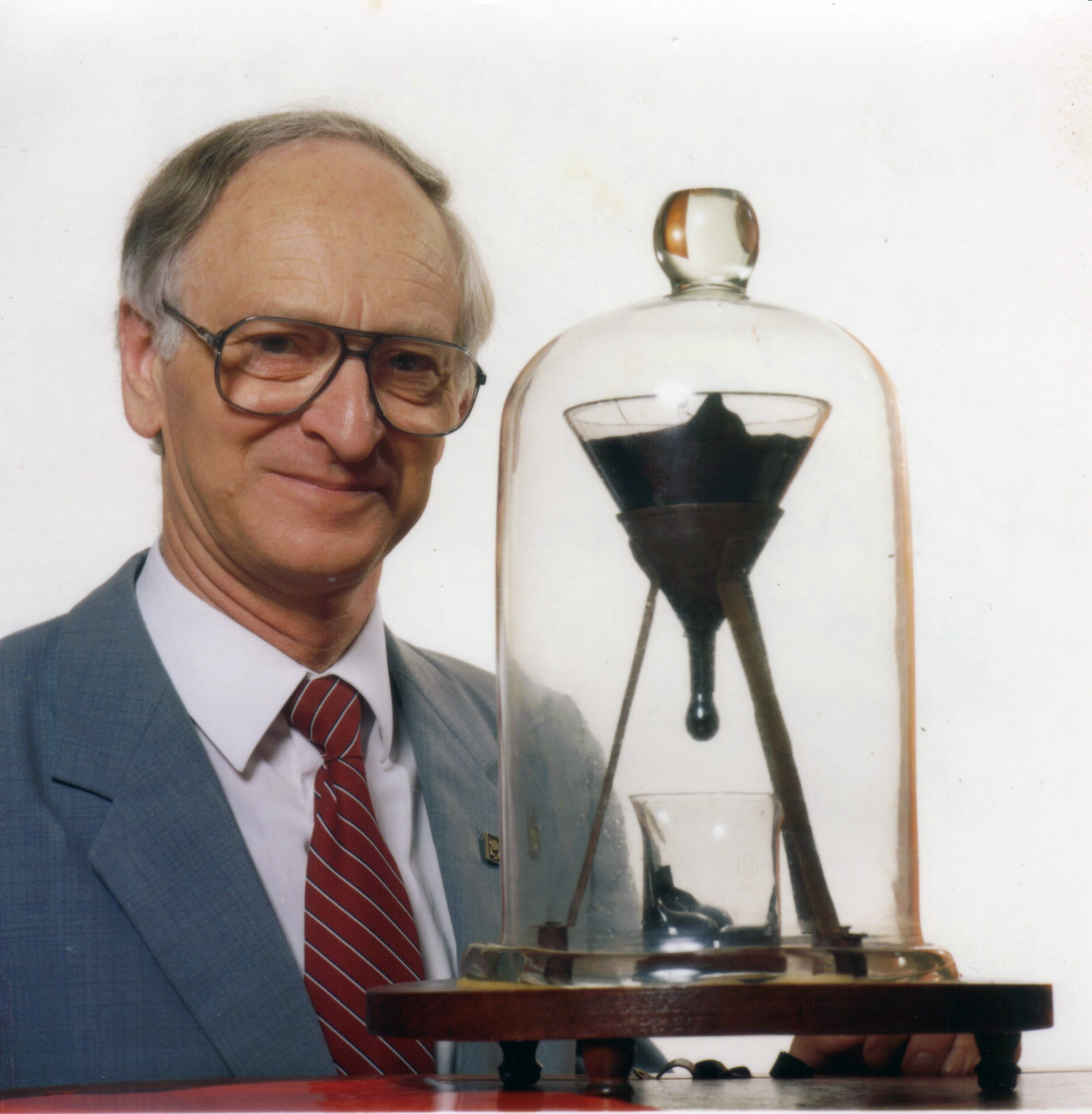
L'expérience de la goutte de poix à l'université du Queensland, à côté de son responsable de l'époque, le Mainstone (en 1990 en science, deux ans après la chute de la 7e goutte).

En octobre 2005, John Mainstone et Thomas Parnell (à titre posthume pour ce dernier) ont reçu le prix Ig Nobel de physique, parodie du prix Nobel, pour l'expérience de la goutte de poix.
L'expérience se trouve sous l'objectif d'une webcam, mais des problèmes techniques ont empêché l'enregistrement de la chute de la huitième goutte. On peut observer en direct la chute de la dixième goutte sur le site de l'université du Queensland.
Après l'avoir suivie durant 52 ans, John Mainstone, responsable de l'expérience de la goutte de poix, meurt le 26 août 2013 à l'âge de 78 ans.
Le 17 avril 2014, la neuvième goutte descend jusqu'à toucher les gouttes précédemment tombées dans le bécher, sans pour autant se détacher de l'entonnoir. Il est donc décidé le 24 avril de changer le bécher pour le remplacer par un vide. La goutte se détache finalement lors de l'opération de remplacement.

### Chronologie

Nombre de mois en fonction du numéro de goutte.

| Date             | Événement                      | Temps de formation (en mois)   |
| ---------------- | ------------------------------ | ------------------------------ |
| 1927             | Mise en place de l'expérience. | Mise en place de l'expérience. |
| 1930             | Le bouchon est retiré.         | Le bouchon est retiré.         |
| Décembre 1938    | Chute de la 1re goutte         | 96-108                         |
| Février 1947     | Chute de la 2e goutte          | 100                            |
| Avril 1954       | Chute de la 3e goutte          | 108                            |
| Mai 1962         | Chute de la 4e goutte          | 97                             |
| Août 1970        | Chute de la 5e goutte          | 99                             |
| Avril 1979       | Chute de la 6e goutte          | 104                            |
| Juillet 1988     | Chute de la 7e goutte          | 111                            |
| 28 novembre 2000 | Chute de la 8e goutte          | 148                            |
| 24 avril 2014    | Chute de la 9e goutte          | 160                            |

## Expériences similaires

### Trinity Collegeà Dublin
Une expérience similaire, commencée en octobre 1944, est en cours au Trinity College à Dublin. Le 11 juillet 2013, la chute d'une goutte y a été filmée pour la première fois,.